# غاردنر ديكنسون
غاردنر ديكنسون (بالإنجليزية: Gardner Dickinson)‏ هو لاعب غولف أمريكي، ولد في 14 سبتمبر 1927 في دوثان في الولايات المتحدة، وتوفي في 19 أبريل 1998 في توكويستا في الولايات المتحدة.

## وصلات خارجية
- غاردنر ديكنسون على موقع رابطة لاعبي الغولف المحترفين (الإنجليزية)
- غاردنر ديكنسون على موقع قاعة ألاباما للمشاهير الرياضية (مؤرشف) (الإنجليزية)
- غاردنر ديكنسون على موقع قاعة جورجيا للمشاهير الرياضية (مؤرشف) (الإنجليزية)